# Oecetiplex borsani
Oecetiplex borsani är en stekelart som först beskrevs av Blanchard 1941.  Oecetiplex borsani ingår i släktet Oecetiplex och familjen brokparasitsteklar. Inga underarter finns listade i Catalogue of Life.